# Philippstein
Philippstein ist Stadtteil von Braunfels im mittelhessischen Lahn-Dill-Kreis.

## Geografie
Philippstein liegt im nördlichen Taunus, südlich der Braunfelser Kernstadt und direkt an der Kreisgrenze zum Landkreis Limburg-Weilburg. Durch das Dorf verläuft der Möttbach, der von Süden kommend und bei Möttau entsprungen, nach Braunfels fließt.

## Geschichte

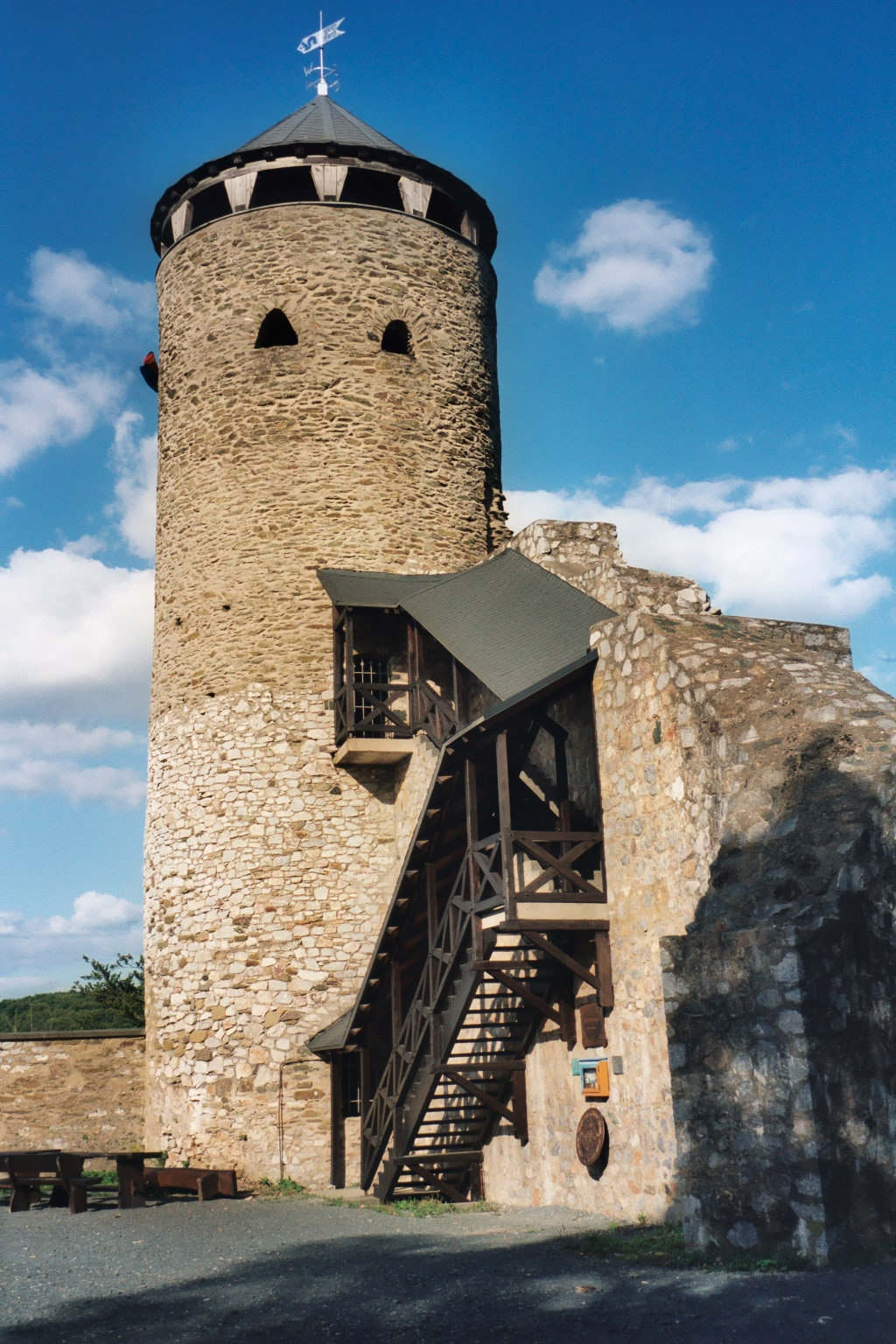
Burgruine Philippstein

### Von den Anfängen bis zur Gebietsreform in Hessen
Ursprung des Ortes ist die Burg Philippstein, die im Jahr 1390 durch den Landgrafen Philipp I. von Nassau-Weilburg und Saarbrücken auf einem Bergkegel als Grenzburg zur Solmser Grafschaft errichtet wurde. Gleichzeitig ist Philipp I. der Namensgeber für die Burg und die entstandene Siedlung.
1610 erbauten die Bürger eine evangelische Kirche und ein Pfarrhaus. Im Dreißigjährigen Krieg besetzten spanische Soldaten zehn Jahre lang die Ortschaft. Darauf folgten die schwedischen Truppen, die die spanischen Truppen vertrieben.
Um Philippstein entstand mit dem Beginn der Industrialisierung der Tagebau Wilhelmstollen (1937) und die Grube Eisenfeld (1838). In den darauffolgenden Jahrzehnten entstanden sieben weitere Eisenerzgruben. Philippstein wurde zu einem Bergarbeiterdorf mit bis zu 400 Bergleuten in der Spitze. 1962 wurden die letzten beiden Gruben geschlossen. Heute erinnert ein Denkmal an die Tradition des Bergbaus im Ort.
Ab 1876 führte mit der Ernstbahn eine Schmalspurbahn vom Lahnbahnhof bis nach Philippstein. Zunächst wurde sie nur für den Güterverkehr benutzt, um Erz aus den Gruben abzutransportieren. Ab dem 1. Mai 1913 begann der Personenverkehr ab Philippstein. Bereits 1930 wurde der Personen- und Stückgutverkehr eingestellt und auch der Transport des Eisenerzes wurde 1962 mit der Schließung der Gruben beendet. Die Bahnanlagen wurden danach weitestgehend zurückgebaut.
Politisch gehörte die eigenständige Gemeinde Philippstein seit dem 1. Juli 1867 zum preußischen Oberlahnkreis im Herzogtum Nassau.

### Hessische Gebietsreform
Als sich im Zuge der Gebietsreform in Hessen der Oberlahnkreis mit dem Kreis Limburg zum 1. Juli 1974 vereinigte, wurden die bis dahin selbständigen Gemeinden Philippstein und Altenkirchen kraft Landesgesetz als Stadtteile nach Braunfels eingemeindet und gehörte seitdem zum Landkreis Wetzlar, bis dieser aufgelöst wurde und am 1. Januar 1977 der Lahn-Dill-Kreis entstand. 
Für alle Stadtteile wurde je ein Ortsbezirke per Hauptsatzung gebildet.

### Verwaltungsgeschichte im Überblick
Die folgende Liste zeigt die Staaten und Verwaltungseinheiten, denen Philippstein angehört(e):
- vor 1806 Heiliges Römisches Reich, Grafschaft/Fürstentum Nassau-Weilburg, Amt Weilburg
- ab 1806: Herzogtum Nassau,[Anm. 2] Amt Weilburg
- ab 1849: Herzogtum Nassau, Kreisamt Hadamar[Anm. 3]
- ab 1854: Herzogtum Nassau, Amt Weilburg
- ab 1867: Königreich Preußen,[Anm. 4] Provinz Hessen-Nassau, Regierungsbezirk Wiesbaden, Oberlahnkreis[Anm. 5]
- ab 1871: Deutsches Reich, Königreich Preußen, Provinz Hessen-Nassau, Regierungsbezirk Wiesbaden, Oberlahnkreis
- ab 1918: Deutsches Reich (Weimarer Republik), Freistaat Preußen, Provinz Hessen-Nassau, Regierungsbezirk Wiesbaden, Oberlahnkreis
- ab 1944: Deutsches Reich, Freistaat Preußen, Provinz Nassau, Oberlahnkreis
- ab 1945: Amerikanische Besatzungszone,[Anm. 6] Groß-Hessen, Regierungsbezirk Wiesbaden, Oberlahnkreis
- ab 1946: Amerikanische Besatzungszone, Hessen, Regierungsbezirk Wiesbaden, Oberlahnkreis
- ab 1949: Bundesrepublik Deutschland, Hessen, Regierungsbezirk Wiesbaden, Oberlahnkreis
- ab 1968: Bundesrepublik Deutschland, Hessen, Regierungsbezirk Darmstadt, Oberlahnkreis
- ab 1974: Bundesrepublik Deutschland, Hessen, Regierungsbezirk Darmstadt, Kreis Wetzlar, Stadt Braunfels[Anm. 7]
- ab 1977: Bundesrepublik Deutschland, Hessen, Regierungsbezirk Darmstadt, Lahn-Dill-Kreis, Stadt Braunfels
- ab 1981: Bundesrepublik Deutschland, Hessen, Regierungsbezirk Gießen, Lahn-Dill-Kreis, Stadt Braunfels

## Bevölkerung

### Einwohnerstruktur 2011
Nach den Erhebungen des Zensus 2011 lebten am Stichtag dem 9. Mai 2011 in Philippstein 948 Einwohner. Darunter waren 15 (1,6 %) Ausländer. Nach dem Lebensalter waren 144 Einwohner unter 18 Jahren, 393 zwischen 18 und 49, 225 zwischen 50 und 64 und 186 Einwohner waren älter. Die Einwohner lebten in 420 Haushalten. Davon waren 144 Singlehaushalte, 108 Paare ohne Kinder und 123 Paare mit Kindern, sowie 39 Alleinerziehende und 3 Wohngemeinschaften. In 84 Haushalten lebten ausschließlich Senioren und in 282 Haushaltungen lebten keine Senioren.

### Einwohnerentwicklung
| Philippstein: Einwohnerzahlen von 1834 bis 2021 | Philippstein: Einwohnerzahlen von 1834 bis 2021 | Philippstein: Einwohnerzahlen von 1834 bis 2021 | Philippstein: Einwohnerzahlen von 1834 bis 2021 | Philippstein: Einwohnerzahlen von 1834 bis 2021 |
| --- | ----------------------------------------------- | ----------------------------------------------- | ----------------------------------------------- | ----------------------------------------------- |
| Jahr |                                                 |                                                 |                                                 | Einwohner                                       |
| 1834 | 1834                                            |                                                 | 380                                             | 380                                             |
| 1840 | 1840                                            |                                                 | 416                                             | 416                                             |
| 1846 | 1846                                            |                                                 | 422                                             | 422                                             |
| 1852 | 1852                                            |                                                 | 443                                             | 443                                             |
| 1858 | 1858                                            |                                                 | 488                                             | 488                                             |
| 1864 | 1864                                            |                                                 | 542                                             | 542                                             |
| 1871 | 1871                                            |                                                 | 541                                             | 541                                             |
| 1875 | 1875                                            |                                                 | 538                                             | 538                                             |
| 1885 | 1885                                            |                                                 | 636                                             | 636                                             |
| 1895 | 1895                                            |                                                 | 676                                             | 676                                             |
| 1905 | 1905                                            |                                                 | 564                                             | 564                                             |
| 1910 | 1910                                            |                                                 | 577                                             | 577                                             |
| 1925 | 1925                                            |                                                 | 627                                             | 627                                             |
| 1939 | 1939                                            |                                                 | 601                                             | 601                                             |
| 1946 | 1946                                            |                                                 | 804                                             | 804                                             |
| 1950 | 1950                                            |                                                 | 828                                             | 828                                             |
| 1956 | 1956                                            |                                                 | 843                                             | 843                                             |
| 1961 | 1961                                            |                                                 | 854                                             | 854                                             |
| 1967 | 1967                                            |                                                 | 854                                             | 854                                             |
| 1970 | 1970                                            |                                                 | 854                                             | 854                                             |
| 1980 | 1980                                            |                                                 | ?                                               | ?                                               |
| 1990 | 1990                                            |                                                 | ?                                               | ?                                               |
| 2000 | 2000                                            |                                                 | ?                                               | ?                                               |
| 2011 | 2011                                            |                                                 | 948                                             | 948                                             |
| 2021 | 2021                                            |                                                 | 970                                             | 970                                             |
| Datenquelle: Historisches Gemeindeverzeichnis für Hessen: Die Bevölkerung der Gemeinden 1834 bis 1967. Wiesbaden: Hessisches Statistisches Landesamt, 1968. Weitere Quellen: LAGIS; Gemeinde Braunfels; Zensus 2011 |                                                 |                                                 |                                                 |                                                 |

### Historische Religionszugehörigkeit
| • 1885: | 612 evangelische (= 96,2 %), 10 katholische (= 1,6 %), 14 jüdische (= 2,2 %) Einwohner |
| • 1961: | 720 evangelische (= 84,2 %), 131 römisch-katholische (= 15,3 %) Einwohner              |

## Politik
Für Philippstein besteht ein Ortsbezirk (Gebiete der ehemaligen Gemeinde Philippstein) mit Ortsbeirat und Ortsvorsteher nach der Hessischen Gemeindeordnung.
Der Ortsbeirat besteht aus fünf Mitgliedern. Bei den Kommunalwahlen in Hessen 2021 betrug die Wahlbeteiligung zum Ortsbeirat 55,31 %. Dabei wurden gewählt: drei Mitglieder der CDU und je ein Mitglied der SPD und der Liste „Bürger für Braunfels“ (FDP/FWG). Der Ortsbeirat wählte Niels Engelmann (CDU) zum Ortsvorsteher.

## Kultur und Sehenswürdigkeiten
Philippstein liegt an der Deutschen Fachwerkstraße.

### Evangelische Kirche
Die Evangelische Kirche des Ortes ist ein von 1913 bis 1914 errichteter Neubau des Architekten Ludwig Hofmann aus Herborn. Sie zählt damit zu den typischen „Hofmann-Kirchen“ mit Einfluss durch die Heimatschutzbewegung. An der Stelle der heutigen Kirche stand bereits ein barocker Vorgängerbau, von dem Hofmann einige Merkmale, wie das einseitig abgewalmte Dach mit Dachreiter übernahm. Die barocke Kanzel entstammt vermutlich auch der Vorgängerkirche. Das Glasfenster, das um 1914 entstanden ist, wurde von Ferdinand Müller aus Quedlinburg gefertigt.

### Jüdischer Friedhof
Am westlichen Ortsrand von Philippstein befindet sich ein kleiner Jüdischer Friedhof. Er wurde ausschließlich von den jüdischen Bürgern aus Philippstein in den Jahren 1850 bis 1927 genutzt. Heute ist der kleine Friedhof von Hecken umgeben und mit einem Tor verschlossen.

## Verkehr
Etwa vier Kilometer südwestlich der Ortschaft verläuft die Bundesstraße 456, die über die L 3451 zu erreichen ist. Durch den Ort führen die K 428 nach Bermbach und die K 379, die von Braunfels kommend, nach Altenkirchen verläuft.